# Abnutzungsquote
Die Abnutzungsquote bezeichnet in der Biologie die Summe der Verluste an körpereigenen Stoffen sowie Baustoffen durch allgemeinen Verschleiß oder Absterben ganzer Zellen und durch Abscheidung von Substanzen durch Zellen, genauer den Stickstoffverlust eines Organismus ohne Eiweißaufnahme. Ein Teil dieser Stoffe wird dem Aufbau wieder zugeführt (endogener Ersatz), der darüber hinausgehende Ersatz muss den Nährstoffen entnommen werden (exogener Ersatz). Der Begriff wurde 1908 von Max Rubner geprägt.